# Cosmos 1
A Cosmos 1 napvitorlás, melyet a The Planetary Society épített. 2005. június 21-én egy tengeralattjáró fedélzetéről  indították útjára a Barents-tengeren, azonban a Volna hordozórakéta meghibásodása miatt a küldetés sikertelenül végződött. A műhold megsemmisült. Ha a küldetés sikeres lett volna, ez lett volna az első napvitorlás.

### Magyar oldalak
- Elveszett napvitorlás (2005. június 23.)

### Külföldi oldalak
- Cosmos 1 homepage (Planetary Society)
- Cosmos 1 videos